# Daniel Pennac
Daniel Pennac, nascut Daniel Pennacchioni (Casablanca, 1 de desembre de 1944) és un escriptor francès nascut al Marroc.
Provinent d'una família militar, va passar la seva infància en terres africanes i del sud-est asiàtic i la seva joventut a Niça, on es va graduar en lletres i es va decantar per l'ensenyament.
Després d'iniciar la seva activitat literària amb llibres per a nens, va adquirir gran popularitat gràcies a les novel·les de la saga al voltant de la família Malaussène  (pertanyent a la novel·la negra, a la qual arribà arran d'un viatge al Brasil), encara que també ha escrit altres novel·les, els esmentats llibres per a nens, assaigs, ... D'aquests és cèlebre el titulat Com una novel·la, en què enumera els drets del lector.
La saga malausseniana gira al voltant de Benjamin Malaussène, germà gran i cap d'una família que viu al multicultural i marginal barri de Belleville, a París (França). Allà es desenvoluparan les trepidants aventures i desventures d'aquesta família i el seu variat entorn, que inclouen romanç, crim, amistat, ... tot això narrat amb un estil àgil i col·loquial. Segons va confessar en una entrevista a Ricardo Abdahllah, "El principi narratiu de les meves obres és l'error, l'humor neix d'aquí".
El gener del 2023 va publicar Le cas Malaussère 2: Terminus Malaussère (Gallimard).
El 2007 va rebre el Premi Renaudot per la seva obra Chagrin d'Ecole (Mal d'escola).
El 2018, en una carta publicada a Le Monde amb Roberto Saviano, Erri de Luca, i Jean Marie Laclavetine van demanar l'alliberament dels presos polítics catalans.
El gener de 2020 va publicar La loi du rêveur (Gallimard ISBN 9782072879388).
El maig de 2021 va publicar una obra teatral Bartleby mon frère (Gallimard) ISBN 9782072946318

## Traduccions en català
- 1993. La fada carabina. (La Fée carabine) Traducció d'Àlvar Valls.
- 1995. Gossot, gossarro. (Cabot-Caboche) Traducció de Rosa Serrano.
- 1996. El senyor Malaussène. (Monsieur Malaussène) Traducció de Víctor Compta.
- 1998. Senyors nens. (Monsieurs les enfants) Traducció de Jordi Puntí Garriga.
- 1998. Com una novel·la. (Comme un roman) Traducció de Sergi Pàmies.
- 2000. La petita venedora de prosa. (La Petite Marchande de prose) Traducció de Víctor Compta.
- 2001. Els fruits de la passió. (Aux fruits de la passion) Traducció d'Anna Casassas.
- 2001. En Kamo i jo. (Kamo et moi) Traducció de Lluïsa Moreno Llort.
- 2002. Quin un, en Kamo. (L'Agence Babel i L'Évasion de Kamo) Traducció de Goretti López.
- 2003. El dictador i l'hamaca. (Le Dictateur et le Hamac) Traducció d'Anna Casassas.
- 2003. L'ull de llop. (L'Œil du loup) Traducció de Rosa Serrano.
- 2008. Mal d'escola. (Chagrin d'école) Traducció de Joan Casas.